# 1937 у науці в Україні
1937 у науці в Україні — критичний рік в розвитку науки в Україні. Піковий рік сталінських репресій, друга хвиля після 1933 року. Мали місце численні репресії та розстріли науковців, організовані комуністичною владою Радянського союзу.

## Відкриття, досягнення

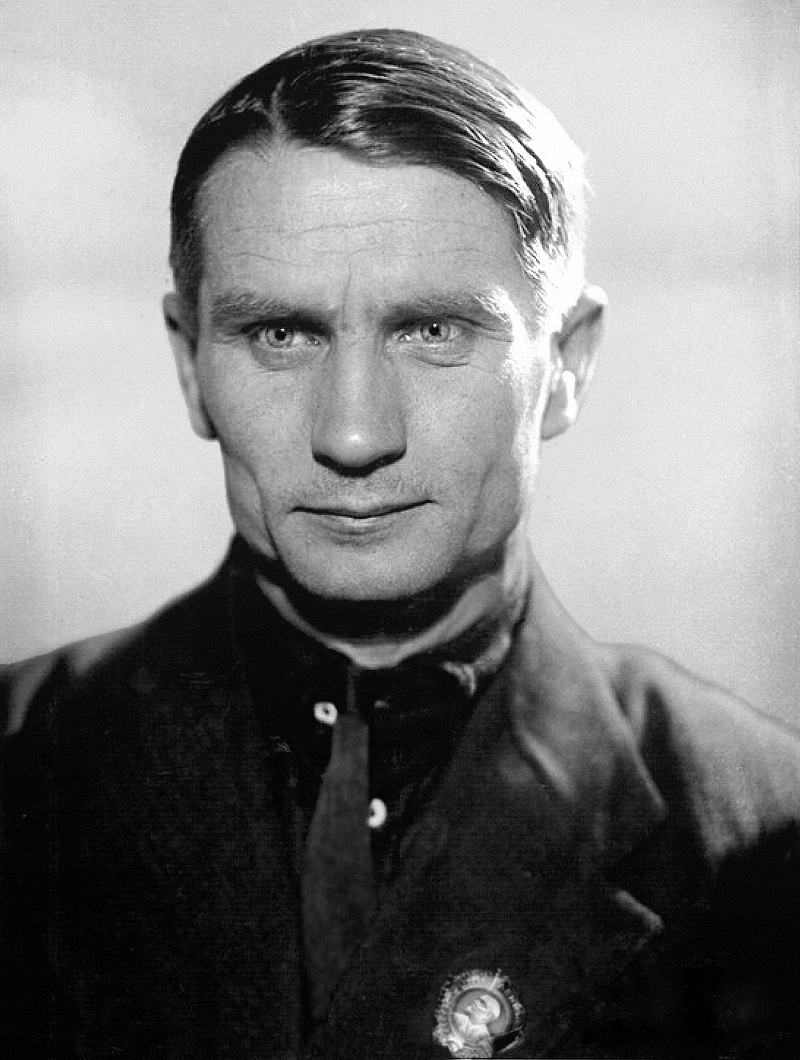
Трохим Лисенко — агроном, комуніст, кат української біологічної науки

- У 1937 році в Євпаторії було закладено ботанічний сад, між вулицями Кірова та Фрунзе на площі близько 3,5 га за проектом вченого-садовода Е. А. Альбрехта.
- 1937 р. у Харкові захищено давніністичну дисертацію Петра Гальперіна «Психологическое отличие орудий человека от вспомогательных средств животного».
- 1937 року депутатом Верховної ради стає Трохим Лисенко, агроном, академік ВАСГНІЛ (1935), президент ВАСГНІЛ (1938–1956, 1961–1962), депутат Верховної Ради СРСР (1937–1966).

## Уродини відомих науковців
- Роалд Гоффман (* 1937) — народився в Золочеві в родині випускника Львівської політехніки інженера Гілеля та вчительки Клари Сафран. Лауреат Нобелівської премії 1981 року «за розробку теорії протікання хімічних реакцій», що значно розширює можливості для планування хімічних експериментів.

## Втрати внаслідок репресій

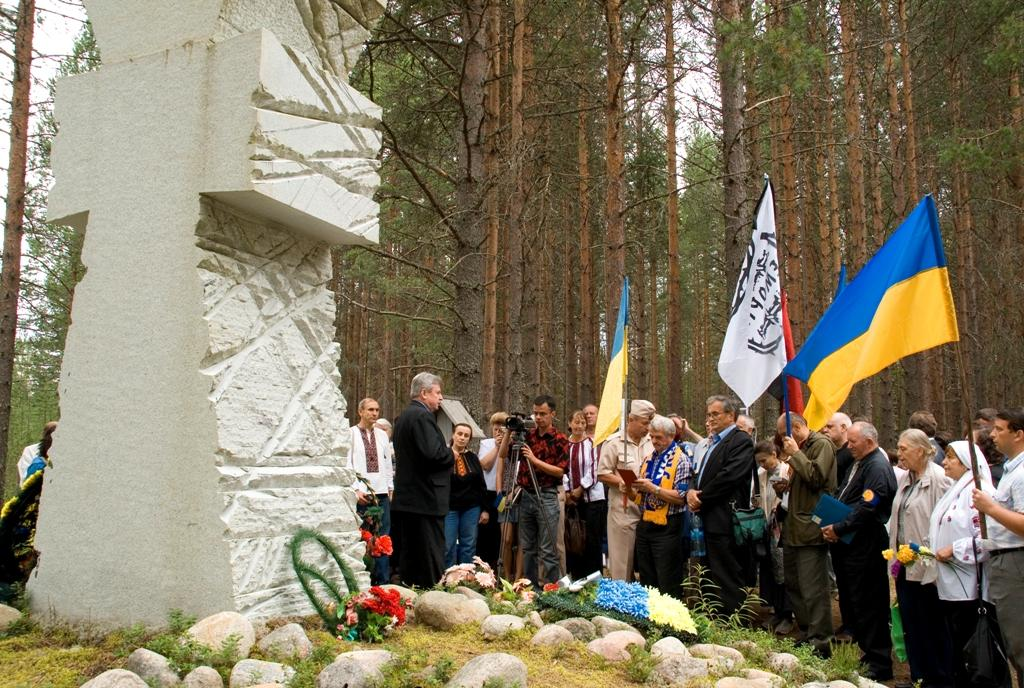
Український козацький хрест в урочищі «Сандармох»

- Агол Ізраїль Йосипович — Завідував відділом генетики в Інституті зоології та біології АН УРСР. Розстріляний 10 березня 1937 року за хибним звинуваченням, надалі реабілітований.
- Волянський Богдан Єлисейович — науковий співробітник Одеського університету, розстріляний 30 грудня 1937 року на виконання плану розстрілів українців за 1937 рік.
- Грушевський Сергій Григорович — перший професор історії Донецького інституту народної освіти (Луганськ) у 1923–1930 роках, заступник директора інституту з наукової роботи. 3 листопада 1937 року Сергія Грушевського розстріляли в урочищі Сандармох у Карелії. Реабілітований посмертно 1960 року.
- 3 листопада помер Зеров Микола Костянтинович — український літературознавець, критик, полеміст, перекладач. Зеров разом з багатьма іншими представниками української культури був розстріляний в селищі Сандармох 3 листопада 1937 року. З документів відомо, що його застрелив капітан держбезпеки, комуніст Михайло Матвєєв.
- 3 листопада розстріляно Олексія Яворського (1892 р.н.) — поручника Армії УГА і УНР, педагога, наукового співробітника Всеукраїнської бібліотеки при ВУАН. Особливою трійкою УНКВС ЛО 9 жовтня 1937 р. засуджений до найвищої кари. Розстріляний: 3 листопада 1937 р. в таборі Сандармох.